# Paola De Pin
Paola De Pin (Fontanelle, 7 aprile 1966) è una politica italiana.

## Biografia
Si è laureata in Scienze politiche all'Università di Padova. Ha lavorato prima come direttore commerciale di una televisione locale, successivamente come artigiana ed imprenditrice. Si è candidata come Sindaco di Fontanelle, suo luogo di nascita, nel 2012.

### Elezione a senatrice
Nel 2013 viene eletta senatrice della XVII legislatura della Repubblica Italiana nella circoscrizione Veneto per il Movimento 5 Stelle. Il 21 giugno 2013 lascia il gruppo parlamentare per solidarietà con la collega Adele Gambaro, espulsa dal movimento due giorni prima, il 19 giugno. Il 2 ottobre 2013 vota la fiducia al Governo Letta ricevendo contestazioni verbali da parte di alcuni senatori del gruppo del M5S che determineranno il suo pianto in aula.
Il 16 ottobre 2013 assieme alle ex senatrici del Movimento 5 Stelle Fabiola Anitori e Adele Gambaro (insieme al deputato Adriano Zaccagnini) ha dato vita al Gruppo Azione Popolare (GAP) poi divenuto "Gruppo Azione Partecipazione Popolare" (GAPP), parte del Gruppo misto che ha sostenuto il Governo Letta. 
Il 21 febbraio 2014 ha dato il suo appoggio alla lista L'Altra Europa con Tsipras per le elezioni europee.
Il 15 maggio lascia la componente GAPP insieme ad Adele Gambaro per aderire alla componente "Italia Lavori in Corso" (ILIC) dei 4 senatori espulsi capeggiati da Luis Alberto Orellana: Lorenzo Battista, Francesco Campanella e Fabrizio Bocchino a cui si aggiungono le senatrici dimissionarie per protesta Alessandra Bencini e Monica Casaletto (che non aderiscono al Movimento X degli altri senatori ex 5 stelle dimissionari).
L'11 giugno 2015 aderisce alla Federazione dei Verdi diventando così la seconda nuova portavoce al Senato del partito ambientalista assieme a Bartolomeo Pepe (anch'egli fuoriuscito dal Movimento 5 Stelle). 
Il 16 giugno 2015 lascia il gruppo misto e aderisce al gruppo parlamentare di centro-destra "Grandi Autonomie e Libertà-Unione dei Democratici Cristiani e dei Democratici di Centro". Ha occupato la carica di segretario della Commissione agricoltura fino al 31 luglio 2013. In seguito segretaria della Commissione straordinaria per la tutela e la promozione dei diritti umani e membro della Commissione territorio, ambiente e beni ambientali.
Contemporaneamente è stata iscritta alla Federazione dei Verdi sino al 2016, data in cui fonda il movimento politico sovranista ed anti-europeista Riscossa Italia.
Nel gennaio 2018 annuncia la sua adesione al partito di ultradestra Forza Nuova, con cui si candida alle politiche nella lista Italia agli italiani,  che non ottiene eletti.
Nel 2021 si candida consigliere a Conegliano a sostegno di Lorenzo Damiano che raccoglie però solo il 2,8% senza eleggere consiglieri.

### Manifestazione anti-migranti
Secondo quanto riporta il settimanale telematico Treviso Today, il 30 luglio 2017 Paola De Pin avrebbe organizzato una manifestazione nella città di Oderzo per protesta contro la presenza di migranti nel territorio.
La manifestazione avrebbe avuto scarso successo, a tal punto che la senatrice avrebbe invitato ad abbandonare la manifestazione la ventina di persone che vi si erano recate.